# José Juan Vázquez
José Juan „Gallito” Vázquez Gómez (ur. 14 marca 1988 w Celayi) – meksykański piłkarz występujący na pozycji defensywnego pomocnika, reprezentant Meksyku, od 2025 roku zawodnik ekwadorskiego Aucas.

## Kariera klubowa
Vázquez rozpoczynał swoją karierę piłkarską jako dziewiętnastolatek w czwartoligowej drużynie Atlético Comonfort, w której barwach w jesiennym sezonie Apertura 2007 występował w rozgrywkach Tercera División, wygrywając je wraz ze swoją ekipą. W późniejszym czasie przeniósł się do innego czwartoligowca, Atlético San Francisco, następnie został zawodnikiem grającego w trzeciej lidze Cuervos Negros de Zapotlanejo, aby ostatecznie podpisać umowę z inną ekipą z Segunda División, América Manzanillo. W lipcu 2010 przeszedł do kolejnego trzecioligowca – Celaya FC, gdzie z miejsca został czołowym zawodnikiem drużyny i podczas jesiennego sezonu Independencia 2010 triumfował z nią w Segunda División, co na koniec rozgrywek 2010/2011 zaowocowało awansem jego drużyny na zaplecze najwyższego szczebla rozgrywek. Tam jako zawodnik Celayi spędził jeszcze sześć miesięcy.
Wiosną 2012 Vázquez został zawodnikiem innego drugoligowca – Club León. Tam od razu wywalczył sobie niepodważalne miejsce w wyjściowym składzie i w wiosennym sezonie Clausura 2012 wygrał z nim rozgrywki Liga de Ascenso, dzięki czemu wraz ze swoją ekipą awansował do pierwszej ligi. W Liga MX zadebiutował 21 lipca 2012 w wygranym 2:0 spotkaniu z Querétaro, natomiast premierowego gola w najwyższej klasie rozgrywkowej strzelił 14 września tego samego roku z rzutu karnego w przegranej 1:2 konfrontacji z Guadalajarą. W rozgrywkach Apertura 2013 wywalczył z Leónem tytuł mistrza Meksyku, będąc wówczas kluczowym piłkarzem ekipy prowadzonej przez urugwajskiego szkoleniowca Gustavo Matosasa. Sukces ten powtórzył również pół roku później, w wiosennym sezonie Clausura 2014, zaś po odejściu Rafaela Márqueza krótko pełnił rolę kapitana drużyny. W sezonie Apertura 2015 dotarł z Leónem do finału krajowego pucharu – Copa MX, zaś ogółem w barwach klubu spędził blisko pięć lat, notując 183 występy we wszystkich rozgrywkach.
W lipcu 2016 Vázquez za sumę siedmiu milionów dolarów przeniósł się do klubu Chivas de Guadalajara. Jeszcze w tym samym roku wygrał z nim superpuchar Meksyku – Supercopa MX.
| Sezon     | Klub                          | Kraj   | Rozgrywki        | Mecze | Bramki |
| --------- | ----------------------------- | ------ | ---------------- | ----- | ------ |
| 2007/2008 | Atlético Comonfort            | Meksyk | Tercera División | 23    | 22     |
| 2007/2008 | Atlético San Francisco        | Meksyk | Tercera División | 15    | 2      |
| 2008/2009 | Cuervos Negros de Zapotlanejo | Meksyk | Segunda División | 30    | 4      |
| 2009/2010 | Cuervos Negros de Zapotlanejo | Meksyk | Segunda División | 15    | 1      |
| 2009/2010 | América Manzanillo            | Meksyk | Segunda División | 13    | 0      |
| 2010/2011 | Celaya FC                     | Meksyk | Segunda División | 39    | 4      |
| 2011/2012 | Celaya FC                     | Meksyk | Ascenso MX       | 14    | 0      |
| 2011/2012 | Club León                     | Meksyk | Ascenso MX       | 20    | 2      |
| 2012/2013 | Club León                     | Meksyk | Liga MX          | 36    | 1      |
| 2013/2014 | Club León                     | Meksyk | Liga MX          | 43    | 2      |
| 2014/2015 | Club León                     | Meksyk | Liga MX          | 30    | 2      |
| 2015/2016 | Club León                     | Meksyk | Liga MX          | 35    | 2      |
| 2016/2017 | Chivas de Guadalajara         | Meksyk | Liga MX          |       |        |

## Kariera reprezentacyjna
W seniorskiej reprezentacji Meksyku Vázquez zadebiutował za kadencji selekcjonera Miguela Herrery, 29 stycznia 2014, w wygranym 4:0 meczu towarzyskim z Koreą Południową. Kilka miesięcy później został powołany na Mistrzostwa Świata w Brazylii, gdzie pełnił rolę podstawowego zawodnika swojej drużyny, rozgrywając trzy z czterech spotkań – w fazie grupowej z Kamerunem (1:0), Brazylią (0:0) i Chorwacją (3:1), wszystkie w pełnym wymiarze czasowym, będąc chwalonym za swoje występy. Wskutek zawieszenia za kartki nie wystąpił tylko w meczu 1/8 finału z Holandią (1:2), po którym Meksykanie odpadli z mundialu. W 2015 roku znalazł się w składzie na Złoty Puchar CONCACAF, podczas którego był jednak wyłącznie rezerwowym dla Jonathana dos Santosa i rozegrał tylko jeden z sześciu meczów, natomiast jego drużyna triumfowała w tym turnieju po pokonaniu w finale Jamajki (3:1).